# Aornos

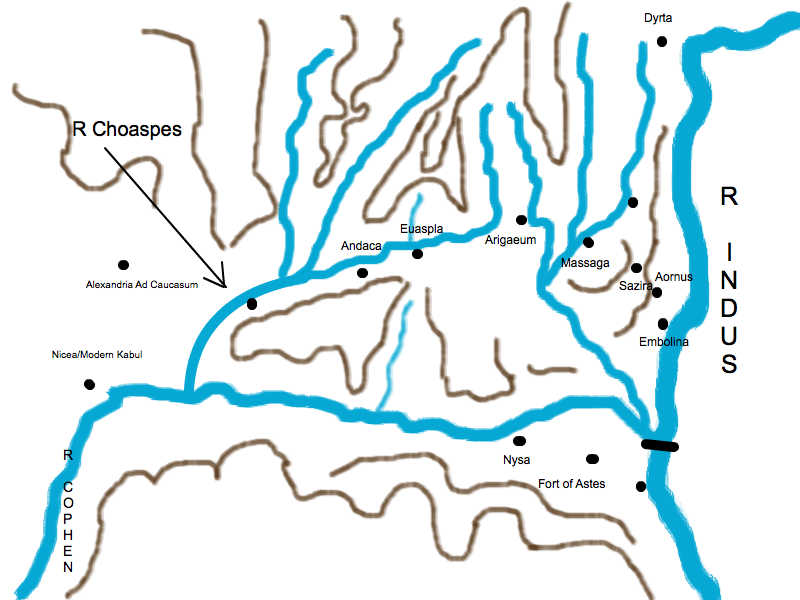
La région du Côphen (actuel Kaboul-rud) et de la Haute vallée de l'Indus.

Aornos, en grec ancien Ἄορνος, dans le Cachemire pakistanais, est une place forte antique située dans le pays des Assacènes (ou Assakéniens), une peuplade montagnarde apparentée aux Sakas et aux Massagètes. Aornos a été prise par Alexandre le Grand en avril 326 av. J.-C. durant son avancée vers l'Inde. 
Le terme grec ancien Aornos signifie littéralement « où l'oiseau ne peut voler » ; selon une autre théorie, il proviendrait d'un terme indo-iranien signifiant « place fortifiée ». Aornos désigne aussi dans les sources la citadelle de Sogdiane, appelée par les Perses Avarana, dans laquelle Alexandre a capturé Roxane en 327.

## Site
Établi sur un roc escarpé qui culmine au-dessus de gorges étroites à près de 2 000 m d'altitude au sud du Gandhara antique dans une boucle de l'Indus, le fort d'Aornos passe pour être inexpugnable. La légende raconte qu'Héraclès n'a pas pu le prendre, de même qu'Indra dans la mythologie hindouiste. Il n'est accessible que par un escalier taillé dans la roche. Au sommet du piton rocheux, qui est plat, se trouvent des sources d'eau, un bois et une étendue de terres labourables qui peuvent nourrir jusqu'à 1 000 personnes. 
Au début du XXe siècle, le site d'Aornos a été identifié par l'archéologue Aurel Stein au nord de la montagne de Pir Sar au Cachemire pakistanais, dans la province de Khyber Pakhtunkhwa, près de la Passe de Khyber à l'ouest de Thakot. Mais pour l'orientaliste Giuseppe Tucci le site correspondrait au sommet du mont Elum Ghar dans le Khyber Pakhtunkhwa.

## Sources
- Arrien, Anabase [lire en ligne].
- Diodore de Sicile, Bibliothèque historique [détail des éditions] [lire en ligne], XVII.
- Quinte-Curce, L'Histoire d'Alexandre le Grand [lire en ligne].